# Richard Beymer
Richard Beymer (* 20. Februar 1938 in Avoca, Iowa als George Richard Beymer) ist ein US-amerikanischer Schauspieler und Filmemacher. Internationale Bekanntheit erreichte er vor allem durch seine Rollen als Tony im Filmklassiker West Side Story (1961) sowie als Benjamin Horne in der Fernsehserie Twin Peaks (1990–1991, 2017).

## Leben
Gegen Ende der 1940er-Jahre zog Beymer mit seinen Eltern aus Iowa nach Los Angeles, wo er kurz darauf für eine Kinder-Fernsehsendung auch erstmals vor der Kamera stand. Sein Kinodebüt machte er 1953 in Italien, in Vittorio De Sicas Film Rom, Station Termini. Es folgten eine Handvoll anderer Filme und vor allem Fernsehauftritte, wobei er 1959 mit seiner Darstellung von Peter van Pels in dem Film Das Tagebuch der Anne Frank auf sich aufmerksam machen konnte. Danach wurde er von 20th Century Fox unter Vertrag genommen.
Im Jahr 1961 folgte sein endgültiger Durchbruch mit der Hauptrolle des Tony in der Musicalverfilmung West Side Story, die ein großer Kinoerfolg und mit insgesamt zehn Oscars ausgezeichnet wurde. Für West Side Story erhielt er zwei Nominierungen für den Golden Globe Award. In der Folgezeit wurde mit durchwachsenem Ertrag versucht, ihn zum Star aufzubauen. 1962 hatte er eine größere Rolle im Kriegsfilm Der längste Tag, spielte den Filmpartner von Tuesday Weld in der Komödie Dinosaurier bevorzugt und verkörperte die Hauptfigur des Nick Adams in der Hemingway-Verfilmung Hemingways Abenteuer eines jungen Mannes unter Regie von Martin Ritt. Insbesondere letzterer Film, der in den Nebenrollen prominent u. a. mit Paul Newman besetzt war, wurde ein Flop. In Die verlorene Rose verkörperte Beymer 1963 einen etwas naiven jungen Mann, der sich in eine von Joanne Woodward verkörperte Stripperin verliebt.
Beymer wurde dem Filmgeschäft müde und beklagte seine ständige Besetzung als „netter Junge von nebenan“. 1963 schrieb er sich in New York als Schauspielstudent an Lee Strasbergs Actors Studio ein, verließ New York aber bald darauf, um sich im amerikanischen Süden in der Bürgerrechtsbewegung zu engagieren. Über die Bemühungen, dort Schwarze als Wähler zu registrieren, drehte er 1964 den Dokumentarfilm A Regular Bouquet: Mississippi Summer, der später auch von PBS, dem öffentlichen amerikanischen Fernsehen, ausgestrahlt wurde. 
In den folgenden etwa 20 Jahren war er nur sporadisch als Schauspieler tätig. 1973 schrieb und produzierte er seinen Film The Innerview, einen psychedelischen Experimentalfilm, bei dem er außerdem auch als Regisseur, Kameramann, Komponist und Hauptdarsteller fungierte und den er auf verschiedenen Filmfestivals zeigte. Bei den Internationalen Mannheimer Filmwochen gewann der Film den Josef-von-Sternberg-Preis für den exzentrischsten Film. Erst in den 1980er-Jahren kehrte er wieder verstärkt zum Schauspiel in Film und Fernsehen zurück, darunter eine der Hauptrollen in der kurzlebigen Serie Karussell der Puppen von 1984.
Eine Art Comeback erlebte Beymer in den Jahren 1990/1991 durch seine Darstellung des schillernden, zwielichtigen Hotelbesitzers Benjamin Horne in David Lynchs Kult-Fernsehserie Twin Peaks. In Star Trek: Deep Space Nine spielte er 1993 in drei Folgen den Widerstandskämpfer Navarch Li Nalas. 2000 war er neben Grace Zabriskie in Temístocles López Horror-Komödie Home – The Horror Story zu sehen. Etwa seit der Jahrtausendwende hat sich Beymer wieder weitgehend von Hollywood zurückgezogen. Stattdessen widmete er sich der Bildhauerei, veröffentlichte 2007 die fiktionale Autobiografie Impostor und drehte mehrere Dokumentarfilme, in denen sein Freund David Lynch im Zentrum steht. Für die dritte Staffel von Twin Peaks stand er 2017 nach längerer Zeit noch einmal vor der Kamera.
Anfang der 1960er-Jahre datete Beymer sich mit Sharon Tate, deren Filmkarriere begann, nachdem Beymer sie mit seinem Agenten bekannt gemacht hatte. Stand 2010 lebte er in der Kleinstadt Fairfield, Iowa.

## Auszeichnungen
- 1962 nominiert für den Golden Globe Award als Bester Nachwuchsdarsteller für West Side Story
- 1962 nominiert für den Golden Globe Award als Bester Hauptdarsteller – Komödie oder Musical für West Side Story
- 1974 Josef-von-Sternberg-Preis der Internationalen Mannheimer Filmwochen für den exzentrischsten Film für Innerview

## Filmografie (Auswahl)

### Als Schauspieler (Auswahl)
- 1948–1951: Sandy Dreams (Fernsehserie, regelmäßige Rolle)
- 1951: Vierzehn Stunden (Fourteen Hours)
- 1953: Rom, Station Termini (Stazione Termini)
- 1953: Ein Herz aus Gold (So Big)
- 1957: Johnny Tremain
- 1957: Abenteuer im wilden Westen (Zane Grey Theater, Fernsehserie, Folge 2x10)
- 1958, 1968: Im Wilden Westen (Death Valley Days, Fernsehserie, 2 Folgen)
- 1959: Das Tagebuch der Anne Frank (The Diary of Anne Frank)
- 1960: Der Spätzünder (High Time)
- 1961: West Side Story
- 1961: Dinosaurier bevorzugt (Bachelor Flat)
- 1962: Ein Fremder kam an (Five Finger Exercise)
- 1962: Hemingways Abenteuer eines jungen Mannes (Hemingway’s Adventures of a Young Man)
- 1962: Der längste Tag (The Longest Day)
- 1963: Die verlorene Rose (The Stripper)
- 1965: Die Leute von der Shiloh Ranch (The Virginian, Fernsehserie, 2 Folgen)
- 1966: Dr. Kildare (Fernsehserie, 3 Folgen)
- 1967: Solo für O.N.C.E.L. (The Man from U.N.C.L.E., Fernsehserie, Folge 4x10)
- 1969: Der Henker des Teufels (Scream Free!)
- 1975–1980: Nachdenkliche Geschichten (Insight, Fernsehserie, 4 Folgen)
- 1983: Gehetzt (Cross Country)
- 1984: Karussell der Puppen (Paper Dolls; Fernsehserie, 13 Folgen)
- 1986: Das Model und der Schnüffler (Moonlighting, Fernsehserie, Folge 3x05)
- 1987: Dallas (Fernsehserie, Folge 11x10)
- 1987–1996: Mord ist ihr Hobby (Murder, She Wrote, Fernsehserie, 6 Folgen)
- 1989: Silent Night, Deadly Night III: Better Watch Out!
- 1990–1991: Twin Peaks (Fernsehserie, 30 Folgen)
- 1992: Urlaubsflug auf die Insel des Grauens (Danger Island, Fernsehfilm)
- 1993: Star Trek: Deep Space Nine (Fernsehserie, 3 Folgen)
- 1993: Die Farbe des Blutes (Under Investigation)
- 1994: My Girl 2 – Meine große Liebe (My Girl 2)
- 1994: Skandal in der Notaufnahme (State of Emergency, Fernsehfilm)
- 1996: Kevin Johnson – Ein Mann verschwindet (The Disappearance of Kevin Johnson)
- 1996: Flippers neue Abenteuer (Flipper, Fernsehserie, Folge 1x21)
- 1996: Foxfire
- 1996: Akte X – Die unheimlichen Fälle des FBI (The X-Files, Fernsehserie, Folge 4x06)
- 1997: Elvis und der Präsident (Elvis Meets Nixon, Fernsehfilm)
- 1998: Rache nach Plan (Vengeance Unlimited, Fernsehserie, Folge 1x09)
- 1999: Profiler (Fernsehserie, Folge 3x10)
- 2000: Home: The Horror Story
- 2001: Family Law (Fernsehserie, Folge 3x05)
- 2017: Twin Peaks (Fernsehserie, 6 Folgen)

### Als Regisseur
- 1964: A Regular Bouquet: Mississippi Summer (Dokumentarfilm)
- 1973: The Innerview (Spielfilm, auch Schauspieler)
- 2010: The Passing of a Saint (Dokumentarfilm)
- 2014: It’s a Beautiful World (Dokumentarfilm)
- 2016: Richard Beymer’s Before... the Big Bang (Dokumentarfilm)
- 2017: Ich hatte schlechte Milch in Dehradun (I Had Bad Milk in Dehradun, Dokumentarfilm)
- 2017: Hinter dem roten Vorhang (Behind the Red Curtain, Dokumentarfilm)